# Anacrusa (película)
Anacrusa es una película de Ariel Zúñiga rodada en 1978  en la Ciudad de México que narra la vida de Victoria (Adriana Roel, una profesora universitaria desinteresada en protestas y temas de política que pierde a su única hija de una manera misteriosa: eso cambiará para siempre sus pensamientos hacia la libertad de los presos y desaparecidos políticos. 

## Argumento
Victoria es una mujer divorciada que crio sola a su única hija, Aurelia, una estudiante de Medicina. Como profesora universitaria ha llevado una vida acomodada y tranquila, alejada de la política y de las protestas que se desarrollan durante el contexto de la película. 
Un día cualquiera, sus alumnos le piden que firme una protesta por los desaparecidos políticos. Aunque ella no está convencida de la utilidad de estos movimientos, decide firmar. Esa misma tarde, una compañera de trabajo de Aurelia le informa que su hija fue secuestrada por una falsa patrulla.
Desconcertada, Victoria llama a su exesposo, quien se niega a tomarle importancia al asunto. Victoria se dirige al departamento de Aurelia y nota que dos personas la vigilan, al entrar al lugar todo está en desorden, ahí recibe una llamada anónima que la amenaza para que no siga investigando el caso de su hija. Al siguiente día, Victoria denuncia la desaparición de su hija y se refugia en el departamento de Julián, un viejo amigo suyo. 
Victoria se siente en paz en casa de Julián pero nuevamente recibe una llamada que le advierte que toda persona que le ayude correrá peligro de muerte. Horas más tarde, Julián le informa que de acuerdo a las investigaciones de otro periodista, el caso de Aurelia se debe a acciones que involucran al ejército y por lo tanto se complica obtener información.
Es en este punto cuando las reflexiones acerca de la vida se hacen presentes en la trama de la película. Victoria se atreve a hablar con el hombre que la vigila sin tener respuesta pero es Julián quien le da la noticia de que Aurelia ha muerto mientras la música de flauta acompaña la escena.
Victoria logra entrevistarse con un funcionario de la policía en su lucha por conocer la verdad, éste le dice que entregará el cadáver de Aurelia, –muerta en un enfrentamiento entre el ejército y una organización armada e ilegal, de acuerdo a la versión oficial–, con la condición de no abrir el ataúd. Victoria no le cree y se niega a aceptar el trato, el funcionario envía el cuerpo de su hija a una fosa común.
En la fosa común de un cementerio, Victoria se detiene a esparcir pétalos de margaritas en homenaje a todos aquellos que, al igual que su hija, han muerto por la injusticia. Victoria rehace su vida y lucha en adelante por la libertad de los presos y desaparecidos políticos antes de ser detenida esperando el mismo destino que su hija.

## Elenco
- Adriana Roel - Victoria
- Carlos Castañón - Julián
- Juan Ángel Martínez - Comandante
- Eduardo López Rojas - Policía #1
- Sergio Calderón - Policía #2
- Rodolfo Zanabria - Policía #3
- Alma Levi - Secretaria
- Pedro Damián - Empleado
- Francisco Ibarra - Encargado de la morgue
- René Gatica - Estudiante
- Recardo Fritz - Estudiante
- Felícitas Vázquez - Señora

## Premios
- Ariel. Actuación Femenina (Adriana Roel).
- Mención de la Oficina Católica Internacional de Cine (OCIC), Festival de Berlín, 1979.
- Medalla de Bronce en el Festival Cinematográfico de Figueira de Foz, Portugal, 1979.